# Mariam Shengelia
Mariam Shengelia (em georgiano:  მარიამ შენგელია; Mingrélia, Geórgia; 14 de maio de 2002) é uma cantora georgiana. Representou a Geórgia no Festival Eurovisão da Canção de 2025 com a música «Freedom».

## Biografia
Nasceu a 14 de maio de 2002 em Mingrélia, na Geórgia, até aos 10 anos de idade viveu em Tiblíssi, capital da Geórgia. Depois, mudou-se com a sua família para a cidade de Zugdidi.  Durante a sua infância, desenvolveu um interesse pelo canto e pelo espetáculo. Mariam frequentou o Conservatório Estatal de Tiblíssi, onde estudou interpretação vocal e teoria musical.  As suas primeiras influências musicais incluíam uma variedade de géneros como o pop, a soul e o jazz.
Em 2018, Mariam ganhou reconhecimento nacional como semifinalista no Factor X da Geórgia. Um ano mais tarde, terminou em 6.º lugar no concurso Geostar, que selecionou o representante da Geórgia para a Eurovisão de 2020, que acabou por ser cancelado. Em 2020, foi escalada para ser vocalista de apoio da canção «Take Me as I Am», de Tornike Kipiani, que iria representar a Geórgia no Festival Eurovisão da Canção de 2020. Em 2021, chegou às meias-finais da quarta temporada do The Voice da Geórgia e, em 2025, acabou em 2.º lugar no Tsekvaven Varskvlavebi, a versão georgiana de Dança Com as Estrelas.

## Controvérsia
Mariam foi criticada por apoiar as políticas públicas do partido no poder na Geórgia, o Sonho Georgiano, de orientação pró-russa e por participar nos spots e concertos que o apoiam. A cantora afirmou que, com a sua participação nos concertos, pretende divulgar a sua mensagem principal, que é a paz.
Além disso, de acordo com os meios de comunicação social, a artista participou inicialmente em protestos contra o partido em 2023 e partilhou um post na sua conta do Facebook em 2022, proclamando que pedia desculpa pelas acções do governo georgiano face à invasão russa da Ucrânia.

## Discografia

### Singles
- 2025 – Freedom